# Emmure
Emmure — американський металкор-гурт, створений у 2003 році. Спочатку гурт базувався у Нью-Ферфілді, штат Коннектикут, а потім переїхав до Квінзу, штат Нью-Йорк, і випустив вісім альбомів. Дебютним релізом гурту був мініальбом 2006 року під назвою The Complete Guide to Needlework.
Victory Records співпрацював з гуртом протягом більшої частини їхньої кар'єри, починаючи з альбому Goodbye to the Gallows (2007). Другий, третій і четвертий альбоми, The Respect Issue (2008), Felony (2009) і Speaker of the Dead (2011) також вийшли на Victory. Гурт продовжив контракт з Victory для розповсюдження п'ятого і шостого студійних альбомів, Slave to the Game (2012) і Eternal Enemies (2014). Однак після дев'яти років співпраці з лейблом Emmure покинули Victory у 2016 році, щоб підписати контракт із SharpTone. Сьомий і восьмий альбоми Emmure під назвами Look at Yourself і Hindsight вийшли 3 березня 2017 року і 26 червня 2020 року відповідно.
Вокаліст гурту, Френкі Палмері (нар. 1986), єдиний початковий учасник гурту, відомий за низкою скандалів. Його особистість вирізняє гурт серед інших гуртів цього жанру, а критики описують його зухвалу поведінку позицію як дотепний елемент гурту.

## Історія

### Ранні роки
Гурт Emmure заснували у 2003 році. Френкі Палмері (з Квінзу, Нью-Йорк) познайомився з Джо та Беном Лінетті (з Нью-Ферфілда, Коннектикут) на вебфорумі. Потім Палмері поїхав до Коннектикуту, щоб розпочати спільні репетиції. Басист Ден Стайндлер і гітарист Джессі Кетіве, мешканці Нью-Ферфілда і Квінза відповідно, приєдналися до гурту, коли троє розпочали черговий пошук учасників. Гурт назвав себе «Emmure», що є відсиланням до акту замуровування, виду страти.
У 2004 році басист Штайндлер покинув покинув, згодом його замінив Марк Девіс, що стало першою зміною складу. Кетіве раніше був учасником гурту Warfix, де грав на гітарі разом з Шоном Мерфі та Майком Каабе з Endwell (Каабе згодом приєднався до Emmure у квітні 2009 року), а також Брайаном Голдсманом з гурту Southside Panic (і співпродюсером Felony).
Гурт записав кілька демозаписів і грав місцеві концерти в районі Нью-Йорка з 2003 по 2005 рік. Палмері заявив, що у 2005 році гурт «почав ставати більш серйозним».

### 2007—2012: підписання контракту з Victory Records та гастролі
У 2008 році гурт завершив тур у 48 штатах США, граючи на розігріві у Misery Signals, August Burns Red і Burn Down Rome. Влітку того ж року вони відіграли хедлайнерський тур з Endwell, On Broken Wings, Ligeia, Recon, Unite and Conquer, Carnifex та іншими.
1 травня 2009 року чутки про вихід братів Лінетті з гурту через конфлікт між учасниками підтвердилися у заяві Джо Лінетті. Згідно зі сторінкою на сайті Victory Records, Emmure знайшли нових гітариста і барабанщика в особі Майка Малголланда і Майкла Каабе відповідно. Майк Каабе раніше грав в гуртах Warfix, Hulk Blood і Endwell, а також є зведеним братом гітариста Emmure Джессі Кетіва.
20 червня 2009 року кліп на «False Love in Real Life» показали на MTV's Headbanger's Ball, режисером якого виступив Френкі Нассо. Раніше Нассо також зняв відео на «Sound Wave Superior». Emmure завершили роботу над третім студійним альбомом Felony, який вийшов 18 серпня 2009 року на лейблі Victory Records. Альбом, як стверджується, натхненний реальною подією, в якій вокаліст Френкі Палмері напав на свого найкращого друга, «[вдаривши] його пляшкою по голові», в результаті чого Палмері заарештували. Після виходу альбому Emmure оголосили одним з гуртів, які виступатимуть на Warped Tour 2010 року, а також на The Bamboozle.
Гурт увійшов до складу хедлайнерського туру «This Is a Family Tour» гурту Attack Attack! разом з Of Mice & Men, Pierce the Veil і In Fear and Faith. Вони вирушили в тур Reckless and Relentless з Asking Alexandria, Chiodos, Miss May I, Evergreen Terrace і Lower than Atlantis, а також приєдналися до туру Never Say Die! по Європі разом з Parkway Drive, Comeback Kid, Bleeding Through, War From a Harlots Mouth, Your Demise і We Came as Romans. Emmure випустили наступний альбом Speaker of the Dead 15 лютого 2011 року. 18 січня 2011 року Emmure випустили «Demons with Ryu», сингл з альбому, на iTunes. 9 лютого 2011 року відбулася прем'єра відеокліпу на пісню «Solar Flare Homicide». Speaker of the Dead дебютував на 68-му місці в чарті Billboard 200 і на 11-му місці в списку найкращих інді-альбомів.
В рамках туру The Mosh Lives вони гастролювали в Європі з Visions, We Set the Sun, Iwrestledabearonce, War from a Harlots Mouth і Winds of Plague. Влітку 2011 року гурт також був одним із хедлайнерів туру All Stars Tour з Alesana, Blessthefall, The Ghost Inside, In This Moment, Motionless in White та багатьма іншими колективами. Гурт також був одним із хедлайнерів туру Never Say Die з Vanna, The Human Abstract, As Blood Runs Black, The Word Alive, Deez Nuts і Suicide Silence. У жовтні 2011 року барабанщик Майк Каабе був звільнений з гурту після численних конфліктів з учасниками гурту, а також з менеджером гурту.
4 січня 2012 року гітарист Джессі Кетіве підтвердив, що гурт розпочав запис п'ятого альбому з продюсером Джоуї Стерджесом, який продюсував їхній попередній реліз Speaker of the Dead. Через чотири дні після цього видання Lambgoat повідомило, що колишній барабанщик Bury Your Dead і Crossfade Марк Кастілло приєднався до Emmure для запису п'ятого повноформатника. Пізніше Кастілло підтвердив, що покидає Crossfade, щоб грати на барабанах в Emmure на повну ставку. Альбом Slave to the Game вийшов 10 квітня 2012 року. Перед записом Slave to the Game Emmure перепідписали контракт з Victory Records після закінчення попереднього чотириальбомного контракту. 3 лютого 2012 року Emmure випустили відео на пісню «Drug Dealer Friend». 7 березня 2012 року гурт випустив перший сингл з Slave to the Game під назвою «Protoman», який пізніше вийшов у цифровому форматі одночасно з другим синглом альбому «I Am Onslaught». Пізніше вийшов кліп на пісню «Protoman». 25 травня 2012 року було оголошено, що гурт знімає відео на трек «MDMA», який став третім синглом з альбому Slave to the Game.
Альбом Slave to the Game був позитивно сприйнятий критиками, проте Палмері сильно розкритикував альбом, наполягаючи на тому, що він був комерційним провалом. В інтерв'ю 2017 року він заявив: «Пісні відстій. Вони просто погані. Жоден з рифів не є хорошим. Мені просто не подобається. Мені погано, тому що я дозволив цьому альбому вийти».

### 2012—2015: розвиток успіху
З 13 липня по 28 серпня 2012 року Emmure брали участь у фестивалі журналу Metal Hammer під назвою «Trespass America Festival», хедлайнерами якого виступили Five Finger Death Punch за підтримки Battlecross, God Forbid, Pop Evil, Trivium і Killswitch Engage. Гурт також підтвердив, що знову перепідписав контракт з Victory Records на шостий альбом, який буде записаний наприкінці 2013 року із запланованим релізом на весну 2014 року. 18 лютого вони оголосили про вихід свого шостого альбому, Eternal Enemies, який вийде на лейблі Victory Records 15 квітня 2014 року. 2 липня гурт оголосив, що барабанщик Кастілло покинув гурт «за дружніх обставин». Того ж місяця репер Riff Raff випустив ремікс на його пісню «2 Girls 1 Pipe», в якому взяв участь Френкі Палмері. Emmure також підтримали Parkway Drive в їх європейському турі Atlas 2012, з 11 листопада по 12 грудня до них також приєдналися The Word Alive і Structures.
Гурт також виступав на фестивалі Rockstar Energy Mayhem у 2014 році разом із такими колективами, як Avenged Sevenfold, Korn, Cannibal Corpse, Suicide Silence, Trivium, Asking Alexandria, Miss May I, Veil of Maya, Upon a Burning Body і Body Count.
20 листопада 2014 року Emmure розпочали хедлайнерське турне по США під назвою «Eternal Enemies Tour». На розігріві виступили The Acacia Strain, Fit for a King, Kublai Khan і Sylar. Тур завершився 21 грудня 2014 року у Нью-Йорку. Спочатку планувалося, що Stray from the Path також візьмуть участь у турі, але вони відмовилися за кілька тижнів до його початку, щоб закінчити роботу над майбутнім альбомом. Одночасно було оголошено, що їх місце в турі займе Sylar. Тур Eternal Enemies Tour був довгоочікуваним через те, що Emmure і The Acacia Strain колись вели широко розрекламовану ворожнечу у 2009 році, яка з тих пір охолола, і обидва гурти стали хедлайнерами туру. Колишня ворожнеча двох гуртів часто пародіювалася на рекламних плакатах туру, включаючи афішу і тизер-відео, які рекламували, що тур носив характер «Emmure проти The Acacia Strain».
У лютому 2015 року Emmure і Suicide Silence відіграли спільний тур у США за підтримки Within the Ruins і Fit for an Autopsy. Однак вокаліст Палмері пошкодив голос і не зміг взяти участь у частині туру. Однак він зміг повернутися до співу 13 березня. Також було анонсовано європейське турне з Caliban, Thy Art Is Murder і Sworn In. Але він був скасований, оскільки у Палмері все ще був важкий гострий і хронічний рефлюкс-ларингіт і слабка ліва голосова зв'язка. Emmure знову почали гастролювати у вересні з Hatebreed на британському фестивалі GhostFest. Також вони відіграли два хедлайнерських концерти в Росії з Born of Osiris на розігріві. У жовтні 2015 року Emmure спочатку збиралися підтримати All That Remains і We Came as Romans у турі Hardrive Live Fallout. Але через особисті проблеми в колективі Emmure відмовилися від участі у турі.

### 2015—2018: зміни у складі таLook at Yourself
22 грудня 2015 року мас-медіа, зокрема Alternative Press та Lambgoat, повідомили, що всі учасники гурту, окрім вокаліста Френкі Палмері, покинули гурт. Існують суперечливі дискусії щодо причин виходу учасників гурту. Багаторічний басист Марк Девіс оголосив, що вони створять власний проєкт, а в іншому інтерв'ю заявив, що причиною виходу учасників з Emmure стало те, що Палмері не дозволив гурту відіграти низку запланованих концертів у США, він завершив це словами: «Якщо хтось заважає вам або стримує вас від повного розкриття вашого потенціалу, настав час від нього відмовитися, незалежно від того, наскільки сильно ви його любите.» З іншого боку, Палмері заявив в інтерв'ю Blabbermouth: «Як на мене, вони втратили хист до гри в Emmure дуже давно.» Через кілька місяців Палмері представив новий склад Emmure під час концерту в Обергаузені, Німеччина, до якого увійшли нинішні і колишні учасники Glass Cloud і нині неіснуючого гурту Tony Danza Tapdance Extravaganza.
Emmure оголосили про вихід з Victory Records 13 жовтня 2016 року і підписання контракт з SharpTone Records, одночасно випустивши перший сингл «Torch» з майбутнього альбому під назвою Look at Yourself. 16 грудня 2016 року гурт випустив другий сингл «Russian Hotel Aftermath».
Emmure активно гастролювали у 2017 році, гурт підтримав After the Burial у їхньому турі Carry the Flame разом із Fit for A King, Fit for An Autopsy і Invent, Animate взимку 2017 року. Emmure також відіграли весь тур Vans Warped Tour 2017 року, гурт виступив на сцені Monster Energy Stage. Emmure також повернулися до Європи восени 2017 року, відігравши у турі Never Say Die. Вони були хедлайнерами туру разом із Deez Nuts і Chelsea Grin. На розігріві у турі виступили Kublai Khan, Sworn In, Polaris і Lorna Shore. Emmure повернулися до Австралії у лютому 2018 року, де вони виступили на розігріві у Thy Art is Murder, а також на розігріві у Fit for an Autopsy і Justice for the Damned. У лютому гурт також відіграв короткий тур по Японії. Навесні 2018 року Emmure виступили хедлайнерами у США, де Counterparts, King 810 і Varials приєдналися до туру як супроводжувальні гурти. Emmure знову грали на розігріві у Thy Art is Murder у європейському турне Death Dealers. Miss May I і Knocked Loose також були частиною складу. Восени 2018 року Emmure і Stick to Your Guns вирушили у спільний тур, який тривав всю осінь 2018 року. На розігріві виступили Wage War і Sanction.

### 2019— дотепер:Hindsight
Навесні 2019 року Emmure знову стали хедлайнерами чергового європейського туру з Rise of the North Star, Obey the Brave, Fit for A King і Alpha Wolf.
Вокаліст Френкі Палмері підтвердив у Твіттері 19 серпня 2019 року, що гурт увійшов до студії, щоб розпочати запис восьмого повноформатного альбому. Гурт грав на розігріві у As I Lay Dying у турі Shaped by Fire разом з After the Burial. Emmure знову грали на розігріві у As I Lay Dying, цього разу в Європі, разом із Whitechapel і Une Misère, що приєдналися до складу туру.
31 жовтня 2019 року гурт випустив новий сингл «PIGS EAR», а також написав у Твіттері «HINDSIGHT IS 2020». 13 березня 2020 року вийшов другий сингл альбому «Gypsy Disco» (режисер Ерік ДіКарло/SquareUp Studios), який повторив цитату «HINDSIGHT IS 2020» у Твіттері.
Після завершення запису альбому учасники гурту зайнялися іншими проєктами. Через пандемію COVID-19 учасникам гурту знадобився додатковий дохід. Гітарист Джошуа Тревіс випустив нову сольну музику, Джош «Baby J» Міллер заснував новий гурт з вокалістом Chelsea Grin Томом Барбером під назвою Darko, а Френкі Палмері почав стрімити на Twitch і відновив свій подкаст.
29 травня 2020 року гурт випустив третій сингл альбому «Uncontrolled Descent» зі слоганом «HINDSIGHT IS 2020», обкладинкою альбому та піснею з семплом «HINDSIGHT» в аутро. Потім гурт випустив четвертий сингл «I've Scene God» 12 червня 2020 року.
Альбом був випущений у вищезгадану дату і отримав загалом позитивні відгуки, більшість з яких відзначили, що альбом все ще має характерні для Emmure впливи дезкору і ню-металу, але останні є набагато більш помітними на цьому альбомі, ніж на будь-якому попередньому.
28 липня 2021 року барабанщик Джош Міллер оголосив про вихід з Emmure.

## Музичний стиль, впливи та ліричні теми

### Музичний стиль
Emmure описують як дезкор, металкор, екстремальний метал та альтернативний метал з додаванням елементів ню-металу. Гурт отримав як схвалення, так і критику за велику кількість брейкдаунів у своїй музиці. У музиці Emmure часто зустрічаються художнє читання, дез-гроул, шрайки, брейкдауни, реп і дисонуючі акорди.

### Ліричні теми
Ліричні теми, яких торкається Emmure, зазвичай зосереджені на розставаннях, соціальній байдужості, філософії та релігії. Багато пісень гурту містять посилання на відеоігри та комікси, зокрема на Street Fighter та Marvel Comics, завзятим фанатом яких є вокаліст Френкі Палмері. Однак в інтерв'ю 2013 року для Get Your Rock Out Палмері пояснив, що більше не буде писати пісні, засновані на метафорах за участю персонажів коміксів Marvel, оскільки відчуває, що «ці шляхи більше не є правильним катарсисом для гурту». 15 лютого 2020 року Френкі Палмері написав у Твіттері про свою минулу лірику, сказавши, що «відкинув людину, якою був», але «ні про що не шкодує (за його словами)».

### Впливи
Френкі Палмері заявляв, що на нього вплинули Фред Дерст з Limp Bizkit і Джонатан Девіс з Korn. На гурт також впливають Chimaira, Fear Factory, Candiria і Hatebreed. Палмері висловлює велике захоплення вокалістом Faith No More Майком Паттоном і посилається на його поради як на керівництво для власного вокального підходу.

## Скандали
Фронтмен Emmure Френкі Палмері став предметом суперечок у 2012 році, коли під його ім'ям почали випускати лінію футболок, на яких були зображені нападники Ерік Гарріс та Ділан Кліболд під час масового вбивства в Колумбайн у поєднанні з фразою «Стріляй першим, задавай питання останнім» та іншою реплікою зі сценою з «Американської історії Ікс», яка звучить як «Насильство як спосіб життя». Кілька журналістів розкритикували ці дизайни як «погано розроблені» та «жахливо образливі», не маючи жодної мети чи соціального коментаря, окрім як викликати суперечки. Крім того, Палмері цитується у різноманітних онлайн-промовах, в яких він неодноразово використовує слова «педик» (англ. faggot) та «ніґґа» (англ. nigga), що спонукало деяких спостерігачів назвати його расистом та гомофобом.
З випуском трек-листа альбому Eternal Enemies 18 лютого 2014 року, гурт викликав потрапив у черговий скандал через назву першого треку, «Bring a Gun to School», що змусило колишнього ритм-гітариста Бена Лінетті опублікувати заяву щодо свого колишньої гурту і треку, в якій він назвав Палмері «огидною людиною». Він пригрозив судовим позовом проти гурту, лейблу, який їх утримує, та їхнього менеджменту, щоб повернути те, що «йому винні» і його брату Джо, який також є колишнім учасником гурту. Зрештою, Emmure змінили назву пісні на просто «(Untitled)» через резонанс.

## Склад гурту

### Поточний склад
- Френкі Палмері — вокал (з 2003)
- Джошуа Тревіс — гітари, програмування (з 2016)
- Зак Еллард — ударні (з 2023)
- Зак Девіс — бас (з 2023)

### Колишні учасники
- Джо Лінетті — ударні (2003—2009)
- Ден Стайндлері — бас (2003—2004)
- Бен Лінетті — гітара (2003—2009)
- Майк Каабі — ударні (2009—2011)
- Марк Девіс — бас-гітара (2004—2015)
- Джессі Кетів — гітара (2003—2015), програмування (2009—2015)
- Майк Малхолленд — гітара (2009—2015)
- Марк Кастільо — ударні (2011—2014)
- Марк Девіс — (2004—2015)
- Адам Пірс — ударні (2014—2015)
- Філ Локет — бас (2016—2018)
- Джош «Baby J» Міллер — ударні (2016—2021)
- Ніколас Паєтт — бас (2018—2019)

## Дискографія

### Студійні альбоми
- Goodbye To The Gallows (2007)
- The Respect Issue (2008)
- Felony (2009)
- Speaker Of The Dead (2011)
- Slave To The Game (2012)
- Eternal Enemies (2014)
- Look At Yourself (2017)
- Hindsight (2020)

### Мініальбоми
- The Complete Guide To Needlework (2006)

### Демоальбоми
- Nine Eleven Zero Four (2004)
- Demo (2005)

## Відеографія
- «Protoman»,2012[76]
- «MDMA»,2012[77]
- «Nemesis» (2014)
- «Like LaMotta» (2014)